# Стамфорд (Њујорк)
Стамфорд (енгл. Stamford) град је у америчкој савезној држави Њујорк.

## Демографија
По попису из 2010. године број становника је 1.119, што је 146 (-11,5%) становника мање него 2000. године.
| Група             | 2000.         | 2010.         |
| Белци             | 1.193 (94,3%) | 1.041 (93,0%) |
| Афроамериканци    | 5 (0,4%)      | 15 (1,3%)     |
| Азијати           | 8 (0,6%)      | 5 (0,4%)      |
| Хиспаноамериканци | 46 (3,6%)     | 44 (3,9%)     |
| Укупно            | 1.265         | 1.119         |